# 馬奧巴縣
馬奧巴縣是印度的一個縣，位於該國北部，由北方邦負責管轄，面積2,884平方公里，識字率為66.94%，人口在2001至2011年期間增長23.66%，2011年普查人口總數為876,055人，人口密度每平方公里304人。

## 外部連結
- 官方网站

25°17′24″N 79°52′12″E / 25.29000°N 79.87000°E